# Horgolás

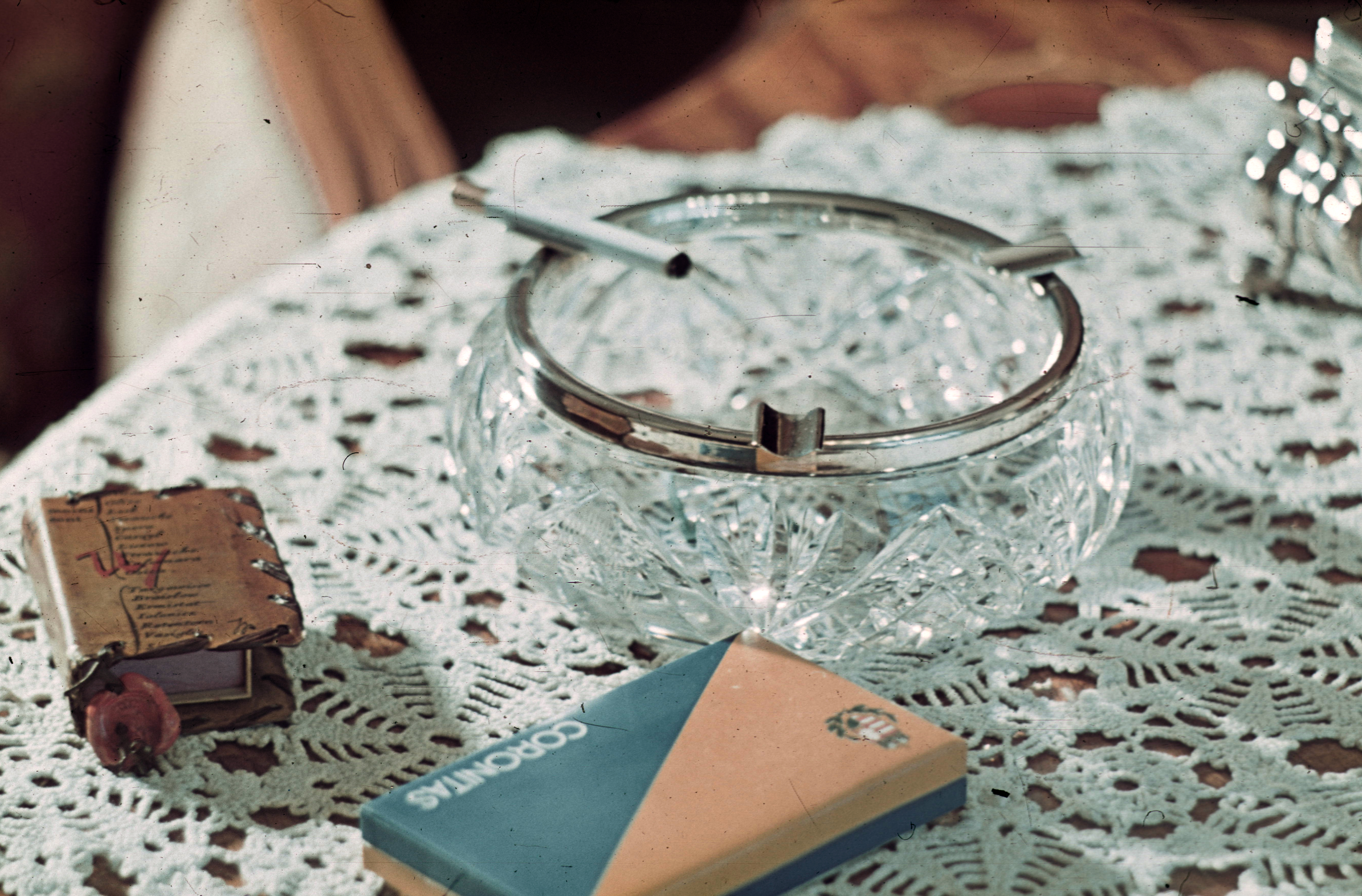
Horgolt kézimunka terítő

A horgolás egy kelmekészítési módszer, amely során különböző anyagokból horgolótűvel textilterméket készítenek. A horgolás technikáját más anyagokra is alkalmazzák, mint pl. fa, fém, műanyag vagy bambusz.
A kötéstől eltérően, a legtöbb horgolási módszerrel mindig befejeznek egy hurkot, mielőtt megkezdenék a következőt. Kötéskor jellemzően több hurok is nyitva van egyszerre. Kivételek a tuniszi avagy afgán horgolás, illetve egy másik technika, ami a horgolótű mellett kötőtűt is használ.

## Története

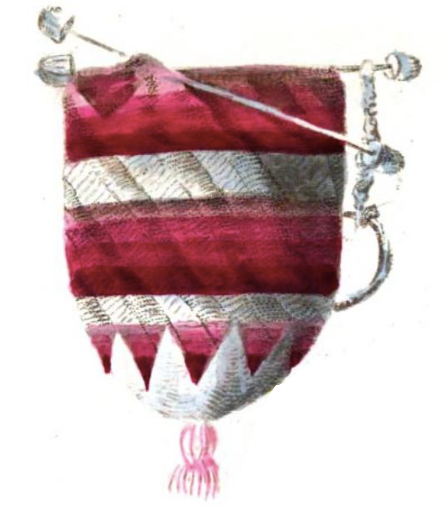
Az 1823-ban a Penélopé által leírt horgolt tárca

A horgolás a kötés után alakult ki; közös elődjük a nålebinding, melyet máig használnak hideg éghajlatú területeken, mint Skandinávia vagy a perui hegyvidék, kalapok, zoknik és más ruházati cikkek előállítására. A nålebinding szót csak 1970-ben vezették be; korábban ezt is horgolásnak nevezték, habár a ma horgolásként ismert technikával készült darabok nem korábbiak, mint a 19. század. Ezzel szemben az i. e. 11. századból találtak kötéssel készült zoknikat Egyiptomban.
Horgolt ruhaanyagok legkorábbi leírását a Penélopé holland magazinból ismerjük 1823-ból. Ebben van utasítás a színre, stílusra, sőt anyagra is. Az első stílus egyszerű nyílt horgolás (crochet simple ajour), ami lánchorgolásos ívek hálózata. A második félig nyílt formából indul ki (demi jour), és a lánchorgolásos ívek váltakoznak ugyanolyan hosszú leemelt szemekkel, és csillaggal zárul, melynek technikája dupla horgolású (dubbelde hekelsteek). Az instrukciók leírják a kötőtű típusát, és dekoratív technikákat vezet be.
A horgolt ruhadarabokra először Elizabeth Grant (1797–1830) hivatkozott angolul úgy, mint shepherd's knitting a  The Memoirs of a Highland Lady című cikkében, melyet 1812-ben írt, de csak  1898-ban jelent meg. A Penélopé azonban már 1833-ban bemutatta a juhászkampót, és ajánlotta használatát horgolásra durvább fonallal.
Az 1840-es években már számos könyv foglalkozott horgolással. Egy 1844-es könyv arról tudósított, hogy a horgolótű elefántcsontból, acélból vagy dobozfából készül, különféle méretekben. Két évvel később ugyanaz a szerző skót parasztoktól származtatta, és leírta, hogy az utóbbi hetven évben divattá vált, és népszerűséget nyert más kötésfajtákkal szemben. Habár nevét a franciából eredezteti, Angliát jelzi fő központjának, ahol a legnagyobb tökéletességre jutott. Innen terjedt tovább Franciaországba és a német területekre, melyek tévesen tulajdonítják maguknak a feltalálását. 1846-ban egy másik könyv tudósított az akkoriban szokásos brit és amerikai elnevezésekről.

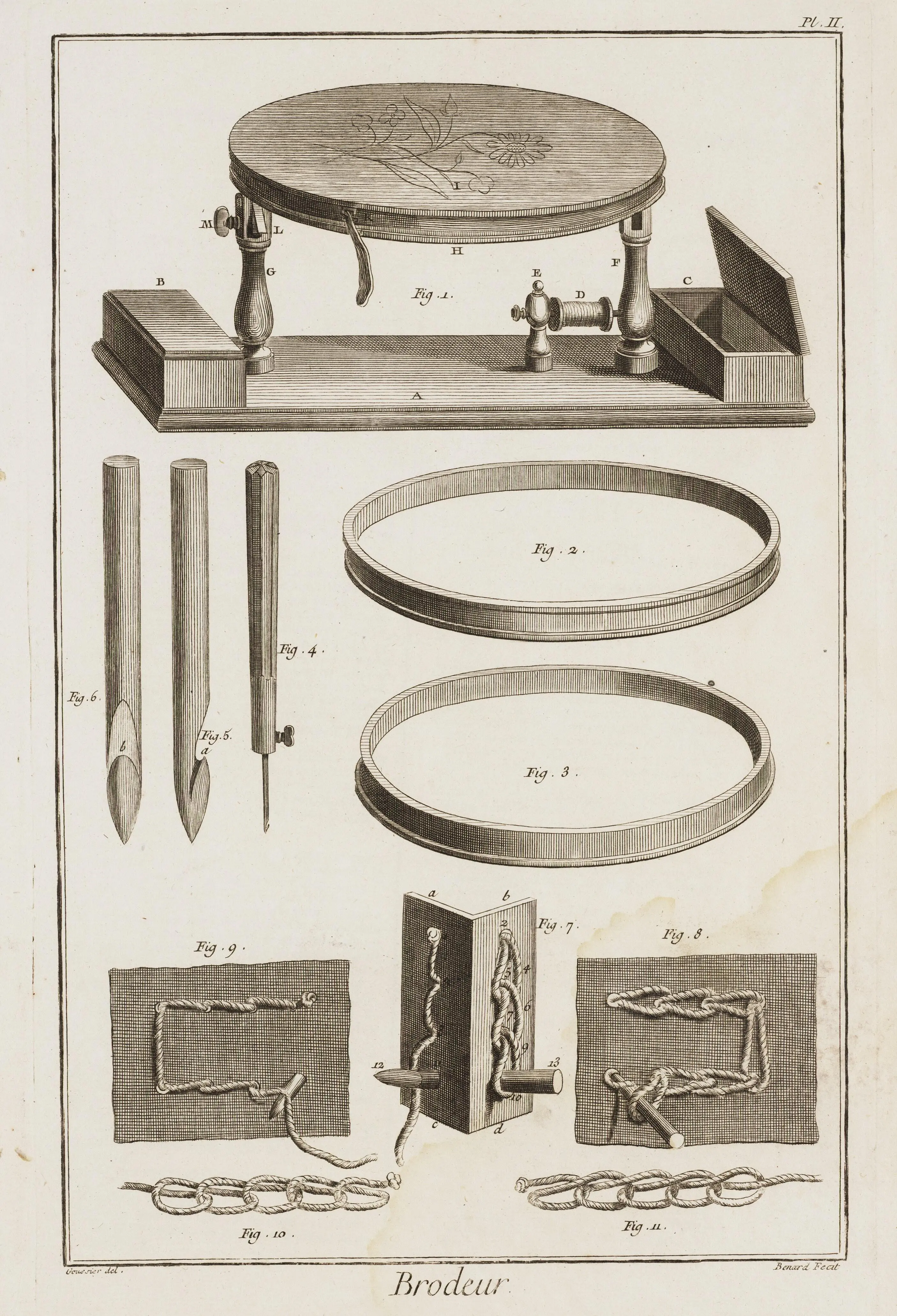
Rámás hímzés Diderot Enciklopédiájából

Szemben a britek állításaival, szilárd bizonyítékok állnak rendelkezésre a francia kapcsolatról. 1763-ban Diderot Enciklopédiája ír a kerek rámás hímzésről. A cikkhez tartozó ábrán a modern horgolótűhöz hasonló horgas tű látható, amivel a szövet peremén díszítő huroköltést végeztek. A szövettől elválasztva ez a horgolás alapvető elemévé vált. Az 1823-as Penélopé cikk szerint a ráma szükséges a horgoláshoz, és az 1840-es években az egyik első könyv is használt a rámához kapcsolódó elnevezést (tambour). 1847-ben a negyedik kiadása jelent meg, ugyanezzel a terminológiával.
A juhászkampó erősen kúpos alakja megkönnyíti a vaköltések létrehozását, de megnehezíti azoknak a pálcáknak a létrehozását, melyek több hurok létrehozását igénylik. Ennek segítésére lelapították a horgot. A hengeres formát a rámázó tűknek tartották fenn. A két forma a 19. század végére összeolvadt, de a lapított horog egészen a második világháború végéig megmaradt.

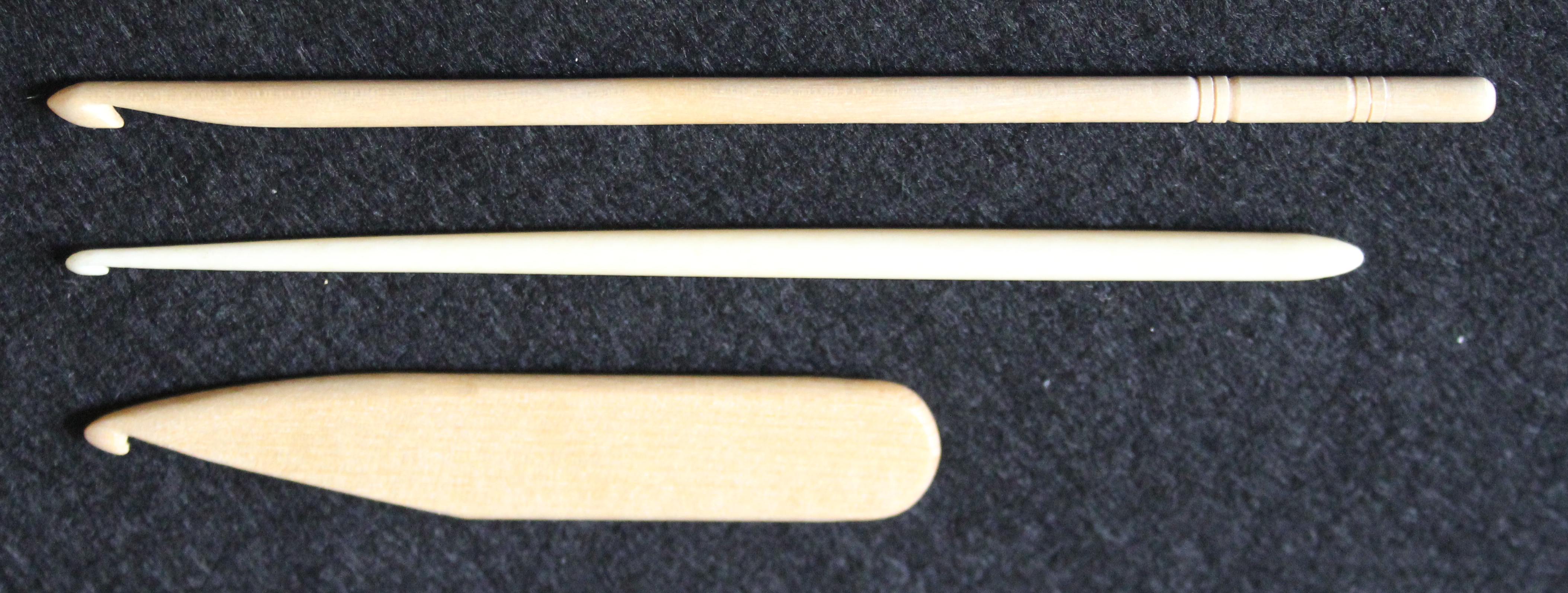
Pásztorkampó, 19. századi lapított horog, modern inline horog

A korai könyvek instrukciói szerint a horgolás típusának megfelelően kellett váltogatni a horgolótűket. Az angol nyelvben a két fő típus megnevezése máig jelzi, hogy a kétféle technika különböző eredetű. A technikák egyesítése, valamint a pásztorkötés eredete nem bizonyított.
A pásztorkötést helyi horgolási hagyományok önállóan használják. A mellékelt ábrán levő eszközök ma is használatosak. A hosszabb, lapított dizájnt korábban is használták kanalak és villák gyártására.

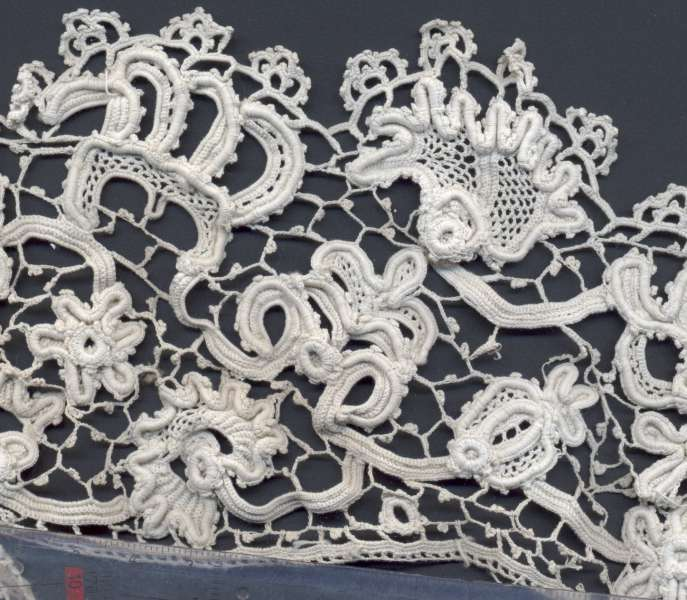
Ír horgolt csipke, a 19. század végéről. A mintadarab kinézetre a flamand tűcsipkére emlékeztet a 17. századból

Írországban a 19. században éhínség tört ki (1845–1849). Alternatív kenyérkeresetként az írek a horgoláshoz fordultak. Szövetkezeteket hoztak létre, ahol felnőttek és gyerekek, férfiak és nők együtt horgoltak. Iskolákat hoztak létre, ahol horgolást tanítottak; tanárokat is képeztek, és küldtek szét egész Írországban, hogy minél többen megtanulhassák a horgolást. Amikor az írek kivándoroltak Amerikába szerencsét próbálni, akkor magukkal vitték a horgolást is, amit ott is folytattak. Az ír horgolt csipke feltalálását Mademoiselle Riego de la Blanchardiere-nek tulajdonítják, aki az első mintakönyvet kiadta 1846-ban. Az ír csipke népszerűvé vált Európában és Amerikában, egészen a második világháborúig.

## Modern horgolás

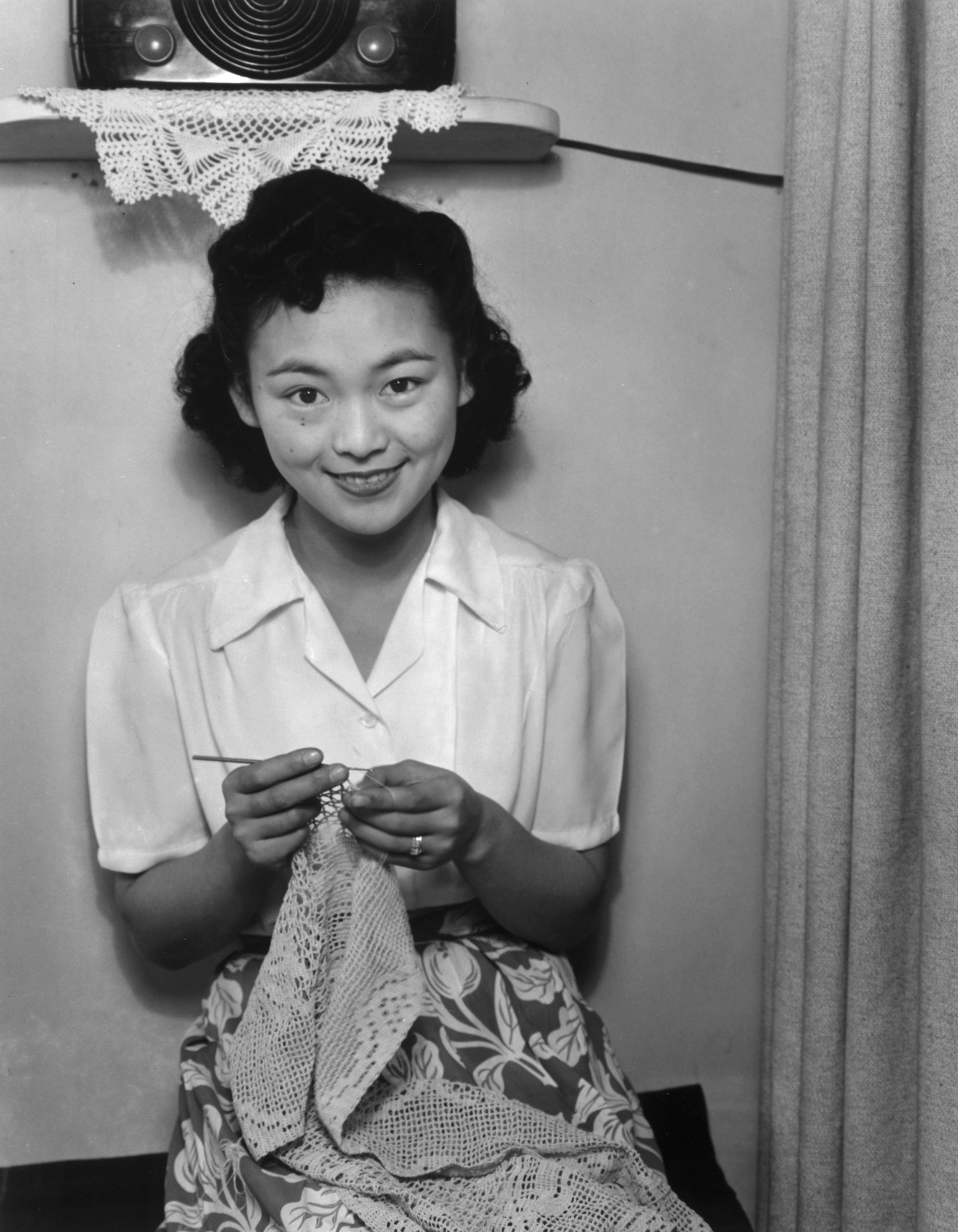
Egy Manzanarba internált nő Filet horgolás közben 1943-ban. Fényképezte Ansel Adams

A viktoriánus kor után a horgolás kifakult. Az élénk színek helyét a fehér és a pasztellszínek vették át. Ezzel együtt a technika bonyolultabbá vált, kifinomultabb mintázatok és bonyolultabb minták jellemzőek az Edward-korszakra. Csúcsát 1910 és 1920 között érte el. Az első világháború éreztette a hatását: utána a minták száma kevesebb lett, a technikák egyszerűsödtek.
Az 1940-es évektől kezdve inkább otthoni, saját célra kezdtek el horgolni, különösen az Amerikai Egyesült Államokban. Visszatértek az élénk színek, a felhasznált fonal is vastagodott; ezzel együtt egyre több tervet publikáltak, és a korábbi terveket is újragondolták. A felhasználás célja is kibővült. Népszerűségének csúcsát az 1960-as, 1970-es évekre érte el.
Habár azóta a horgolás visszaszorult, a 21. század elején megnőtt az érdeklődés a csináld magad és a kézimunkák iránt. A fonalak minősége javult, és egyre több típusból és színből lehet választani. A mintakönyvek száma is egyre nő. Egyre több könyvből lehet tanulni különféle technikákat. Az alapvető módszerek mellett könyvekből vagy tanfolyamokon lehet tanulni Filet horgolást, tuniszi horgolást, tapétahorgolást, seprűnyél horgolást, hajtű csipkét, cro-horgolást, és ír horgolást is.

## Használt eszközök és anyagok
A horgoláshoz szükséges eszköz a horgolótű, anyaga többnyire fonal vagy cérna. A fonal típusa, súlya különböző lehet, amit figyelembe kell venni a minták követésekor. A munkamenetet megkönnyíthetik különböző más eszközök, melyek segítenek a hurkok, pálcák számlálásában, a horgolt anyag lemérésében vagy kapcsolódó kiegészítők elkészítésében, például a szegélyek díszítésében vagy pomponok létrehozásában. A horgolt szövetet mérőszalaggal lehet lemérni, és ugyanez segíthet a pálcák számlálásában.
A fonal alapanyaga is változatosabbá vált. A hagyományos növényi, állati eredetű fonalak és műszál mellett kapható bambuszból, banánnövényből, qiviutból készült fonalak is. További lehetőség az újrahasznosítás, melynek keretében haladó és tapasztalt horgolók kísérleteznek új textúrákkal; így adva új életet műanyag zsákoknak, pólóknak, lepedőknek, szalagoknak, VCR vagy kazetta szalagoknak.

### A horgolótű

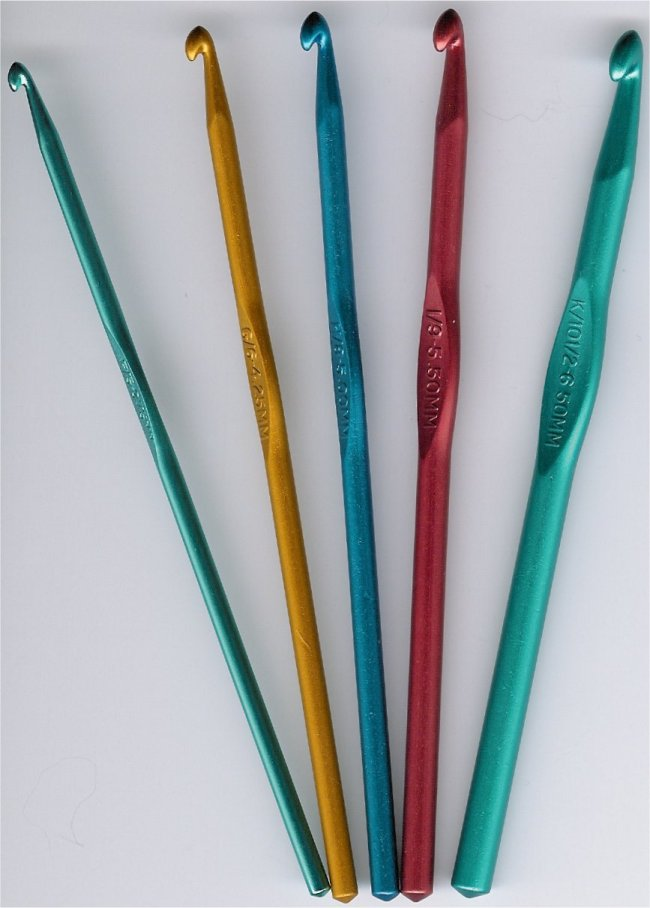
Alumínium horgolótűk

Közkedveltségét egyrészt annak köszönheti, hogy egyetlen könnyen kezelhető, hordozható eszköze a horgolótű. másrészt, hogy az elkészítés egyszerűsége mellett rendkívüli változatosságot enged meg. A tű vastagsága alkalmazkodik a cérna ill. fonal vastagságához. Vékony, finom cérnához vékony acéltűt (0,4-3,5 mm), vastagabb gyapjúfonálhoz csont, fa horgolótűt használnak (2,5–19 mm). További alapanyagok: műanyag, bambusz vagy alumínium (2,5–19 mm). A méretezést a horog határozza meg; a horgoló több hurkot is tehet a pálcára a kívánt méret elérésére. A használó alapanyag szerint is válogathat a horgolótűk között, esztétikai szempontok, az anyag tapintása és a fonal csúszása alapján. Meghatározó lehet az ízületi gyulladás is. A fát és a bambuszt részesíthetik előnyben meleg tapintásuk vagy a környezetvédelem miatt. A kézműves horgolótűk alapanyaga általában fa, és néha gyöngyök vagy féldrágakövek díszítik.
A tuniszi horgoláshoz használt horgolótűk horga hosszú, és másik végükön megállíthatók. Vannak kétvégű horgolótűk is, melyek mindkét végén horog van. Ezeknek az az előnyük, hogy a két végük párhuzamosan használható, ugyanazon a munkadarabon belül, váltakozó színekkel. A cro-horgolás kihasználja ezt a lehetőséget. Ez a tuniszi horgoláshoz hasonló technika, ami az afgán horgoláshoz is hasonlít. Azonban ezzel a technikával rugalmasabb, puhább szövet hozható létre.
Van olyan technika is, amihez a horgolótű mellett hajtű szövőszéket is használnak csipkés és hosszú pálcák létrehozására.

### Anyaga

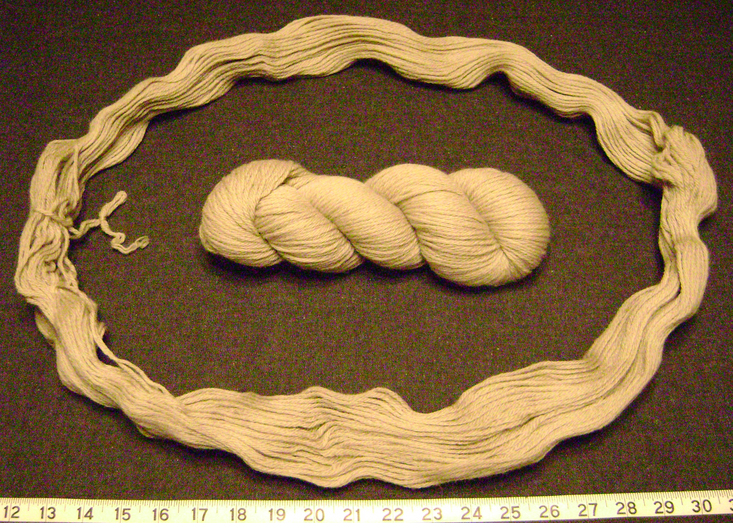
Sodrott köteg kibontva. Bal oldalon egy csomó látható. Ezt kioldva a fonal egy vagy több gombolyaggá alakítható, ami alkalmasabb a horgolás számára. Különben a fonal hamar összegabalyodik

Anyaga a cérna, a horgoló fonal, a selyem, a műselyem, a fémszál, raffia vagy a rendkívül sokfajta formájú, minőségű, színű és vastagságú sima, csomós, bolyhos gyapjúfonal, ezt a horgas végű horgolótű segítségével hurkolják össze térítővé, ruhává, csipkévé stb.
A fonalat általában gombolyagokban, matringokban lehet megvásárolni. Tartozik hozzá egy címke is, ami leírja a tulajdonságait, mint súly, hossz, színkód, festés, alapanyag, javasolt tűméret, mosási instrukciók. A címkét javasolt megőrizni a későbbiekre, különösen ha további gombolyagokat kell vásárolni. Egyes horgolók szeretik az utánpótlást ugyanabból a festésből vásárolni, mivel akkor a színek pontosan egyeznek. A kifinomult színlátású horgolót zavarhatja, ha az újonnan vásárolt fonal színe egy kicsit különbözik az addigi szövettől, és a munkadarabon egy új sávot képez. Ha egy boltban már nem kapható fonal ugyanabból a festésből, akkor más boltokban vagy online lehet még találni belőle.
A fonal vastagsága meghatározza, hogy hány pálca, illetve sor szükséges egy adott minta adott területű darabjának elkészítéséhez. Behatárolja a horgolótű méretét is: a vastagabb fonalak vastagabb, a vékonyabbak vékonyabb tűt igényelnek. Vékony tűvel ugyan sűrűbb lesz a horgolás, ám nehezebb, és egy bizonyos arányon túl nem is lehetséges. Vastagabb tűvel szellősebb a munkadarab, ám egy bizonyos arányon túl már túlságosan is laza. Vastagabb fonallal egy munkadarab hamarabb befejezhető, viszont finomabb részletek létrehozására alkalmatlan. A szabvány hat különböző fonalvastagságot definiál, de a vastagság megadható WPI-ben is. Az egységhosszra számított tömeg mértékegysége tex vagy denier, a tömegegységre számított hossz mértékegysége a metrikus finomsági szám (Nm).
A horgolás megkezdése előtt a sodrott kötegekből gombolyagokat kell képezni. Ha matringból kezdenek el horgolni, akkor a fonal könnyen összegabalyodik. Elvégezhető kézzel, vagy segédeszközzel.

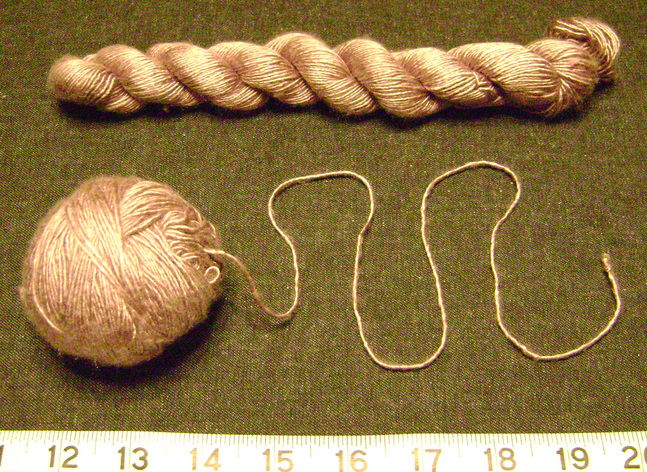
Levendula selyem fonal sodrott kötegben (fent), illetve gombolyagban (lent). A legtöbb kézimunkához kedvezőbb a gombolyag, mivel gombolyagként a fonal kevésbé gubancolódik

A fonalnak emellett több tulajdonsága is fontos lehet, mint például, hogy mennyi levegőt képes magába zárni; rugalmassága, moshatósága, színtartása, tapintása, dörzsölésállósága, összegabalyodásra való hajlama, szőrössége, a belőle horgolt szövet súlya és komfortja, illetve megjelenése, ahová tartozik a színe, fényessége vagy esetleges díszítettsége. További tényezők, hogy kivált-e allergiát, mennyire áll ellen a molyoknak, penésznek és a vegyszereknek, gyúlékonysága, olvadáspontja, a statikus elektromossággal való feltöltődési hajlama, vagy hogy mennyire tud színezéket felvenni. Általában véve nincs "legjobb" fonal, hiszen az igények személyek és munkadarabok szerint is változnak.

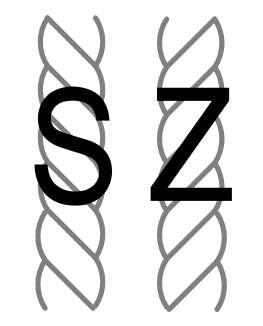
A két lehetséges fonásirány

Habár lehet szalagokat, fémszálakat és más egzotikus szálakat használni, a legtöbb fonal szálak összesodrásával, fonással készül. Kétfajta sodrásirány lehetséges; mindkettőt használják, így a fonal lehet jobb- (Z) vagy balsodratú (S). Ha fonás előtt a szálakat kártolás után fésülik, akkor a fonal felszíne sima lesz; ha a fésülés elmarad, akkor kevésbé egyenletes fonal jön létre. A fonás technikája valamennyire képes módosítani az eredményt. A fonáshoz használt szálak lehetnek hosszúak, mint például hernyóselyem vagy mesterséges szál, vagy rövidek, mint például gyapjú vagy pamut. Előfordul, hogy a hosszú szálakat feldarabolják, hogy használhassák ugyanazt a fonási technikát, mint a rövid szálakkal. A fonal szilárdságára meghatározóak a fonal vastagsága, az egységnyi hosszára eső  sodratok száma, illetve az alkotó szálak hossza. Például a vékonyabb fonalaknak több sodratra van szükségük, hogy ellenálljanak ugyanannak a szakítóerőnek, mint aminek egy vastagabb kevesebb sodrattal. A sodratszám anyagtól függően korlátozott, mivel ha túl nagy, akkor a fonal összegubancolódik.
Alapanyaga szerint a fonal lehet növényi, állati vagy szintetikus eredetű. Kémiai tulajdonságaikban különböznek, megfelelően az őket felépítő fehérjéknek, szénhidrátoknak, illetve polimereknek. A selyem állati eredetű, de más állatok fedőszőreit is felhasználják, mint juh, kecske, nyúl, láma, alpaka, kutya, macska, teve, jak és pézsmatulok. A növényi alapanyagok között található pamut, len, kender, bambusz, rami, juta, csalán, jukka, kókusztermés, banánnövény, szója és kukorica. A viszkóz és az acetát szálak alapanyaga cellulóz, amit többnyire fából nyernek. A gyakoribb szintetikus szálak közé tartoznak az akrilok, poliészterek, poliamidok, illetve az olefinek, mint például polipropilén. Horgoláshoz többnyire a gyapjút részesítik előnyben, elsősorban rugalmassága, tapintása és kiváló hőszigetelése miatt. Hátrányai közé tartozik a moshatósága, és az, hogy néhányan allergiásak rá. Gyakran különböző eredetű szálakat egyesítenek egy fonalban, például 85% alpaka, 15% selyem. A szálak hosszúsága változó; így például népszerű a merinó gyapjú és az egyiptomi gyapot, mivel viszonylag hosszú, vékony szálakat adnak a saját típusukon belül.
Az egyszerű font fonalakat összefonhatják, vagy összesodorhatják, hogy vastagabb, szilárdabb cérnát kapjanak. Az egyszerű fonalakat majdnem mindig ellenkező értelemben sodorják össze, így például Z-sodratú fonalakból S-sodratú cérnát képeznek. Az ellenkező értelmű sodrás miatt a cérna kevésbé hajlamos összegubancolódni, és a cérna szerkezete kiegyensúlyozottabbá válik. Még egyszer összesodorhatják az így kapott cérnákat. Néha a sodrathoz különböző sebességgel adják a fonalakat, így az egyik a másik köré sodródik. Díszítőfonalak készítéséhez színezhetik a fonalakat alkotó szálakat külön különböző színekre, vagy színezhetik a végső fonalat, hogy egységes kinézetet kapjon.
A fonalak színezése külön művészet, illetve tudomány. Az egyes szálakat külön is színezhetik, vagy csak együtt. Színezhetik egyben, egységes színre, vagy pedig különböző színekre, akár kézzel is. A színezék lehet természetes vagy szintetikus; az első szintetikus színezék az indigó volt a 19. században. A többszínű fonalak érdekes hatásokat hoznak létre.

## A munkamenet

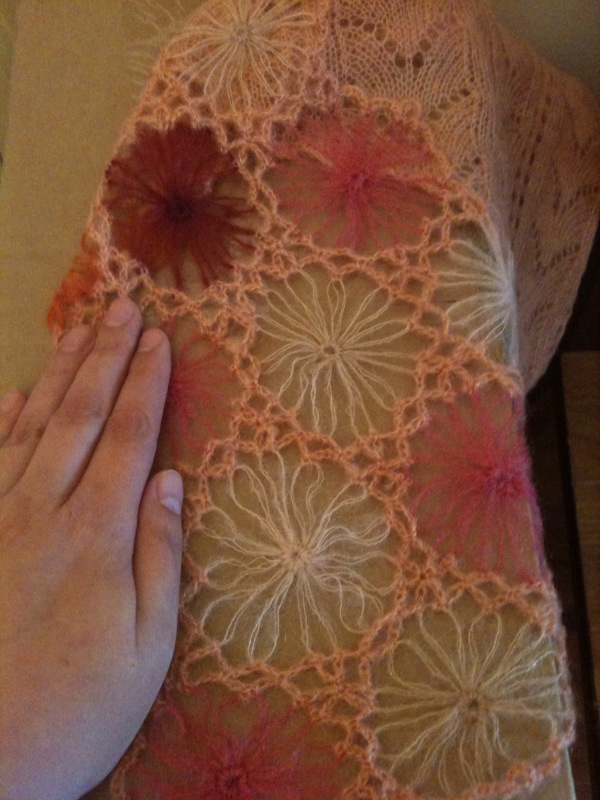
Mohair fonalból horgolt leheletvékony sál közelről

A munkamenet egysége és alapja a hurkolt szem; ennek főbb fajtái: levegő-, láncszem; rövid-, tél-, felhajtásos-, csavart-, kereszt-, háló-pálcika. A szemek sorrendi vagy egymás közötti változata, beosztása, ritmusa adja a legkülönbözőbb mintákat. Általában elmondható, hogy minél magasabb egy pálca, annál lazább szövetet képez.
- A horgolást kezdőhurokkal indítják.
- Az első sor többi eleme levegőszem. A legalapvetőbb pálca.
- Láncszem vagy rövid pálca: a legegyszerűbb pálca. Egyes régi munkadarabokban csak ezt használták (a második sortól). Erős, sima felületet lehet vele létrehozni.
- Egyszerű pálca: Kétszer olyan magas, mint a rövid pálca. Ezt használják a leggyakrabban, és sokszor csak pálcának nevezik.
- Félpálca: Magassága a rövid pálca és az egyszerű pálca közé esik.
- Hosszú pálca: Magassága háromszorosa a rövid pálcáénak.
- Háromráhajtásos pálca: Betoldott felületeken használatos, nagyon magas pálca.
- A szemeket megkerülő horgolással reliefszemek hozhatók létre. A szemek megkerülhetők elölről vagy hátulról.
- A hosszabb pálcák összekötésével a szövet olyan sűrűvé tehető, mintha rövidebb pálcákkal készült volna. A munkadarab nemcsak sűrűbb lesz, hanem úgy is néz ki, mintha rövidebb pálcával készült volna.
- A felszín variációjára különféle csomós minták hozhatók létre. Ide tartozik a csomók létrehozása mellett a kagylóhorgolás és a szemnyalábok is.
- A körök lezárása láncszemet horgolnak a kezdőszem felső hurkába.[21]

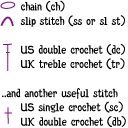
Amerikai és brit elnevezések a pálcákra, rövidítésekkel és szimbólumokkal

Léteznek bonyolultabb technikák is, amelyek az alapvető pálcákat kombinálják.
A készülő munkadarabot néha le kell mérni, mivel az egyes horgolók különböző sűrűséggel horgolnak. Mérés nélkül a szándékolttól eltérő méretű ruhadarab készülhet. Tapasztaltabb horgolók a méretet becsülni is tudják. A leírások egy adott szabvány szerint készülnek. Mindezek miatt a horgolók először egy teszt horgolást hoznak létre, hogy a méreteket igazítani tudják.
Az angol nyelvben a pálcáknak országonként különböző nevük van, melyeket a szöveges leírásokban ráadásul rövidítenek is. Éppen ezért nemzetközi jelöléseket is használnak.

## Összehasonlítás a kötéssel
A legnyilvánvalóbb különbség az eszközöké: A kötés kötőtűket, míg a horgolás horgolótűt használ (kivéve egyes technikákat). Jellemzően a horgolás egyetlen szemet tart nyitva (kivéve a tuniszi horgolást), míg a kötés sokat; ezért a horgolás nehezebben is bomlik fel lecsúszott szemek miatt. További szerkezeti különbség, hogy a kötött anyagban a szemek az előző sorra támaszkodnak és a következő sort tartják; míg a horgolásban az előző és a következő szemről mondható el ugyanez (kivéve a bonyolultabb mintázatot adó horgolást, például a kagylóhorgolást). Ha a horgoláson egy szem felbomlik, akkor az előző, illetve a következő sor meg sem lazul, és csak erősebb húzásra lazulnak meg.
Horgolással könnyű körkörös vagy hengeres mintázatot vagy tárgyakat előállítani; ehhez a kötésnek legalább három darab kétvégű kötőtűre vagy körbe hajlított, kétvégű tűre van szüksége. Sok horgolás több önálló elemből áll, melyeket horgolás vagy varrás tart össze; míg a kötés nem az egyes motívumokat egyesíti, hanem csak a kötött ruha szabásvonalának megfelelő darabokat kell összevarrni.
Szabadfogású horgolás esetén a térbeli alakzatok előállítását az teszi lehetővé, hogy a már kész munkadarabba is bele lehet horgolni. Így készülnek a különböző csomós mintázatok is. Bárhova be lehet horgolni a munkadarabba, ahova csak a horgoló akar.
A kötést már gépesítették, míg a horgolás, különösen a bonyolultabb mintázatok készítése kézimunka maradt. Igaz, van már hurkológép, amellyel lekövethetők kötésminták is, ám az eredmény inkább kötésre, mint horgolásra hasonlít.
Egy pálca kétszer olyan magas, mint egy kötött szem; egy dupla pálca pedig négyszer akkora, mint egy ugyanabból a fonalból kötött szem.
Általános észrevétel, hogy a horgolással vastagabb kelme jön létre, mint kötéssel, és körülbelül 1/3-dal több fonalra van szüksége ugyanakkora felületű kelme létrehozásához. Ez azonban nem mindig igaz; többnyire ez felső becslésnek jó. A tuniszi horgolás és a vakszem kijön kevesebb fonalból is, mint az ugyanakkora kötés. Voltak kísérletek, amelyek az 1/3-dal több becslést ellenőrizték. Az egyszerű pálca körülbelül ugyanannyi fonalat igényelt, mint a harisnyakötés, de többet, mint a trikókötés. Az átemeléssel készült szemek kevesebb fonalat igényelnek, mint az egyszerű pálca ugyanakkora munkadarab létrehozására. A klaszterszemek használják fel a legtöbb fonalat, azonban ezek összekötött szemek.
A kiadósság azt is jelenti, hogy a horgolás ugyanabból a fonalból  vastagabb kelmét hoz létre. Vakszemekkel a trikókötéshez hasonló vastagságú anyag hozható létre.
Megfelelő méretű tűkkel bármely fonal köthető vagy horgolható. Mégis, a lazább, levegősebb vastag gyapjúfonalak inkább kötésre valók, ami segít megőrizni szerkezetüket, míg a keményebb, vékonyabb fonalak alkalmasabbak az amigurumi horgoláshoz.

A horgolás és a kötés összehasonlítása
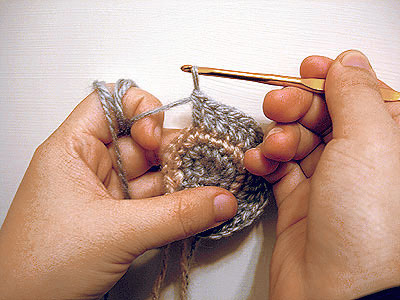
A legtöbb horgolás egy horgolótűt használ és egyszerre csak egy szemet tart nyitva. Horgolással körkörös motívumok speciális eszközök nélkül is létrehozhatók, ahogy ez az ábra mutatja
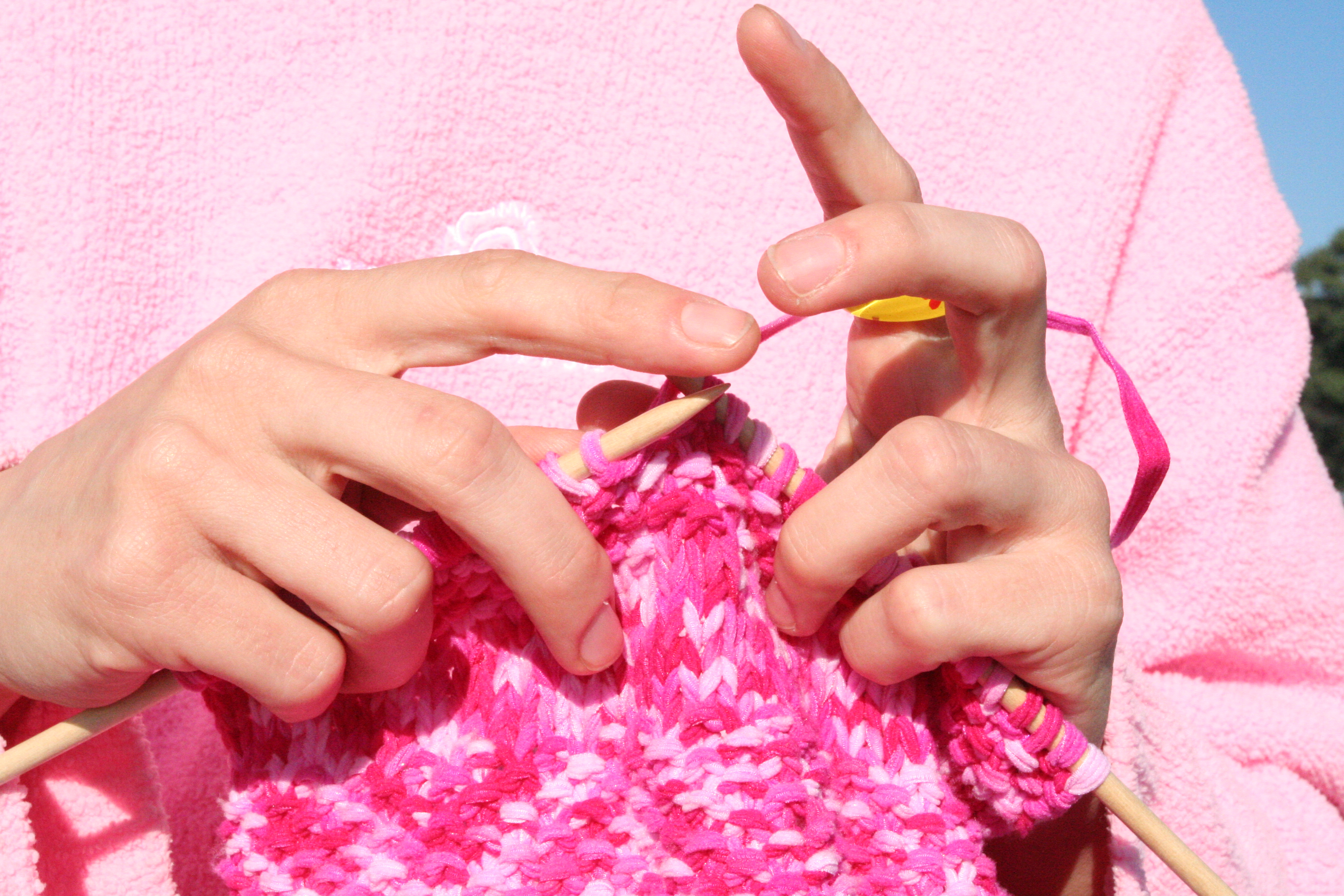
A kötéshez legalább két kötőtű kell, melyek sok nyitott szemet hordoznak
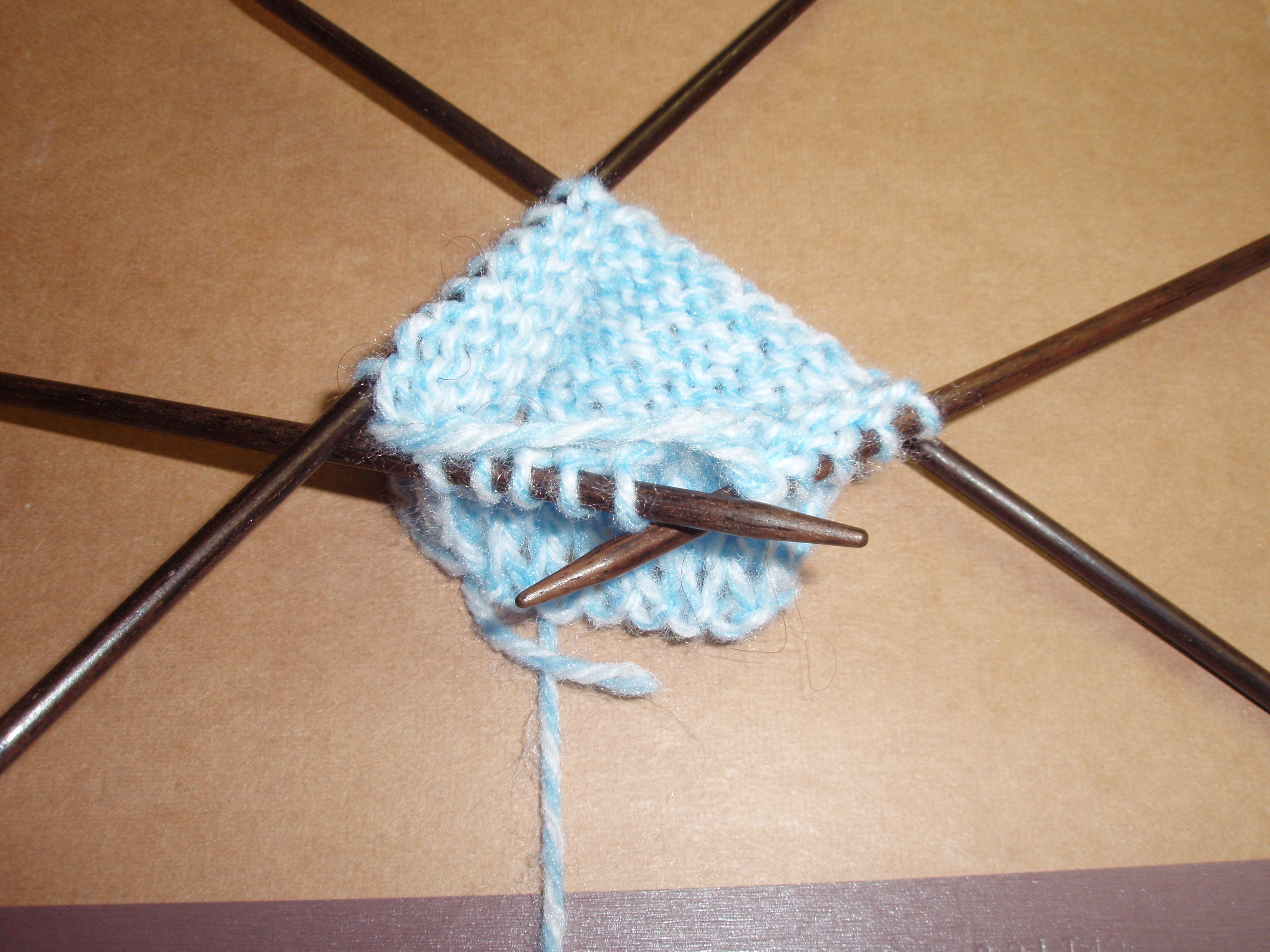
A horgolástól eltérően a kötésnek speciális tűkre van szüksége körkörös alakzatokhoz

## Alkalmazások

### A horgolt csipke
A horgolt csipke  a horgolás legmagasabb foka. Iparművészeti világhíre van az írországi (írlandi) horgolt csipkének. Magyarországon  az előbbivel rokon a „csetneki” és a „tömöri”. Horgolás van a szép és híres „Pannonia” csipkében is. A horgolt csipkével népművészetünk is méltán dicsekedhet. A matyók színes horgolt csipkét készítenek. Általánosan elterjedt a népi horgolt csipke főként Tolna, Baranya, Borsod és Pozsony vármegyékben.

### Jótékonyság
Háború idején gyakran ajándékoztak horgolt ruhadarabokat katonáknak. Békeidőben inkább kórházak kaptak horgolt ruhákat betegek és kisbabák számára. Egyes csoportok segélyszervezetek számára horgoltak, például hajléktalanszállóknak vagy intézetek számára.
Kórházak onkológiai osztályai és az ott ápolt betegek horgolt sapkákat kaptak, hogy akiknek a kemoterápia miatt kihullt a hajuk, el tudják fedni kopaszságukat. Október hónapban rózsaszín sapkákkal és sálakkal hívták fel a figyelmet a mellrákra. Horgolással segítő szervezetek például a Knots of Love, Crochet for Cancer, és a Soldiers' Angels. Mindezek a szervezetek hasznos, meleg ruházati cikkeket nyújtanak a rászorulóknak.
2020-ban az ausztrál bozóttüzek miatt a vadvilág által elszenvedett károkra is felhívták a figyelmet és szereztek támogatást az állatok gyógyítására kenguruk, koalák és madárfészkek horgolásával. Nemzetközi összefogás nyújtott segítséget a mentéshez.

### Matematika
A horgolás használható a hiperbolikus sík modellezésére, ami más eszközökkel nehéz volna.
Először Daina Taimiņa matematikus használta a horgolást 1997-ben matematikai modellezésre a horgolást, hogy erős és tartós hiperbolikus modelleket hozzon létre, mivel a papírmodellek kényesek voltak, és megalkotásuk sem volt könnyű. Ezek a modellek lehetővé tették a tér gyűrését, hajlítását, hajtogatását ahhoz, hogy jobban kifejezze, hogy egy egyenes hogy lehet egyenes, ha görbén jelenik meg. Művét az Institute For Figuring állította ki.

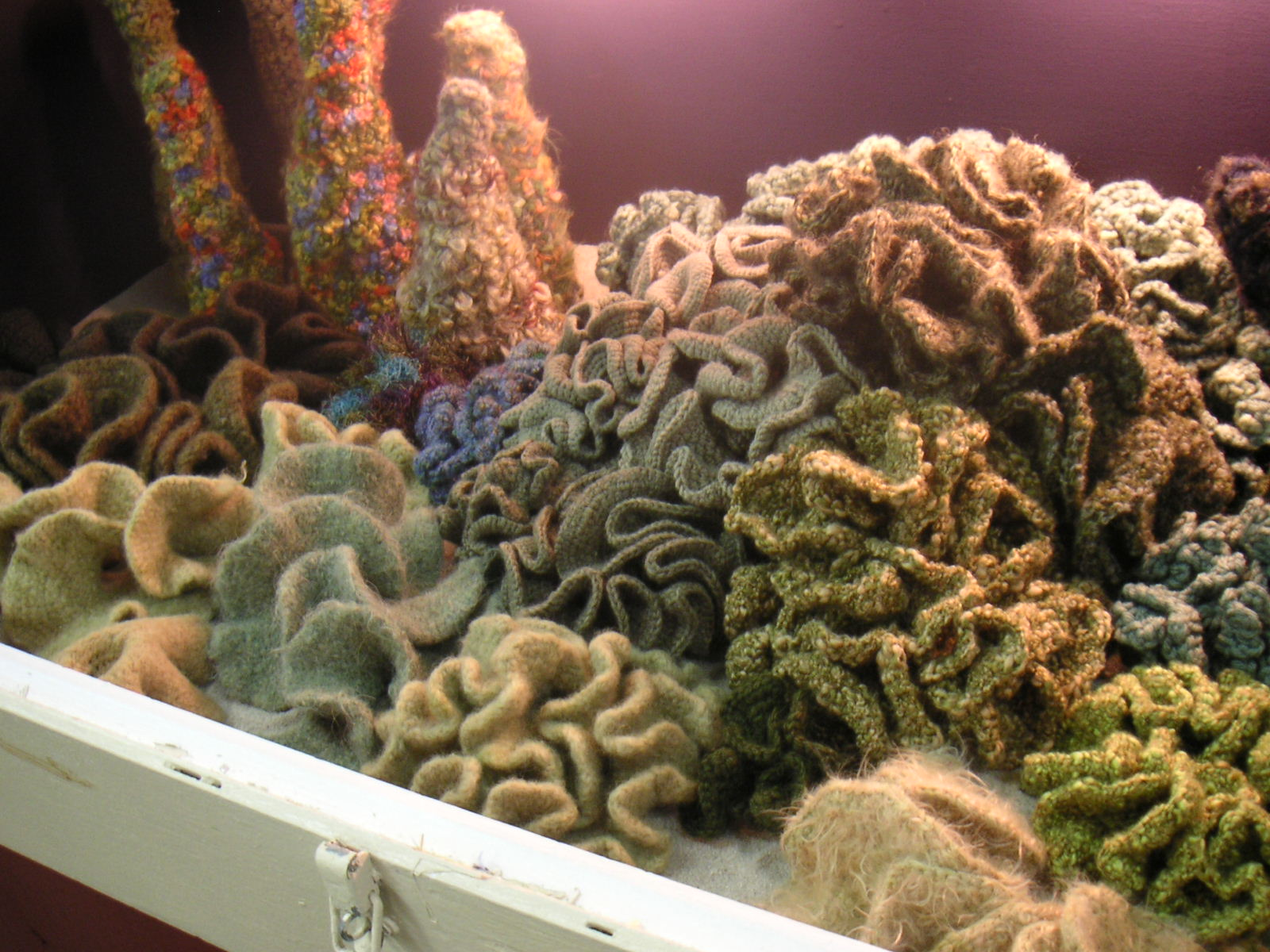
Horgolt hiperbolikus síkokból álló korallzátony

A természetben előfordulnak élőlények, melyek felépítése a hiperbolikus sík modelljéére emlékeztet, mint fejes saláta, tengeri csigák, laposférgek és korall. Az  Institute For Figuringnál  Margaret Wertheim és Christine Wertheim ihletet merített Taimina alkotásaiból, és az ő módszerével korallzátonyt hoztak létre, melyet az eredeti mű mellett állítottak ki.
A matematikai és a hiperbolikus horgolás népszerűvé válásával további eseményeket szerveztek különböző művészek műveinek bemutatásával. Ezek közé tartozik Washington D. C.-ben a Smithsonian Sant Ocean Hallja, és Pennsylvaniában a Lafayette College Sticks, Hooks, and the Mobius: Knit and Crochet Go Cerebralja.

### Építészet
Gottfried Semper a Style in the technical arts című könyvében áttekinti a textíliák sokat ígérő és történelmi szerepét a lakberendezésben. Az 53. fejezetben írja, hogy: „Huroköltés, vagy Noeud Coulant: a csomó, melyet ha felbontanak, akkor az egész rendszer felfejlik.” Habár Semper kifejezi érdektelenségét a horgolás iránt, hisz abban, hogy ez egy értékes textilművészeti technika, vagy még annál is több.
Azonban akadnak építészek, akik Semperrel ellentétben igencsak érdeklődnek a horgolás iránt, mivel kapcsolatban áll az építészettel. Több publikáció, kutatás és szakdolgozat is foglalkozik a horgolás építészeti felhasználásával:
- Emergent Explorations: Analog and Digital Scripting – Alexander Worden
- Research and Design: The Architecture of variation – Lars Spuybroek
- YurtAlert – Kate Pokorny

### Fonalbombázás
A 21. század első évtizedeiben az Amerikai Egyesült Államokból kiindulóan egyre népszerűbbé vált a lakókörnyezet díszítése kötéssel és horgolással, kültéren is.  Megcélozzák a már létező graffitiket is. 2010-ben megrendezték West Cape Mayben a "the Midnight Knitter" nevű rendezvényt, ahol felhívták a lakosság figyelmét arra, hogy találjanak helyeket fákon és póznákon az alkotások számára. 2015-ben Grace Brett-et nevezték a legöregebb fonalbombázónak. Az asszony a Souter Stormers fonalgrafitti csapat tagjaként városát díszítette Skóciában.

### Nevezetes stílusok
- Mozaikhorgolás
- Nagymama négyzetek
- Szabadfogású horgolás
- Motifs
- Csipke
- Tuniszi horgolás

## Egészségügyi hatása
A horgolás, ahogy más kézimunkák is bizonyítottan pozitívan hatnak az egészségre, már a stressz és a szorongás csökkentésével is. Tanulmányok szerint a kézimunka során állandóan ismétlődő kézmozdulatok segítenek lenyugodni és elvonni az agyat a mindennapi stressztől. Az agy szerotonint választ ki, ami nyugtató hatású, és javítja a hangulatot. A horgolás és a hasonló tevékenységek javítanak az Alzheimer-kóron, az alvászavarokon és a depresszión. A színek és a textúrák rendszerint kellemesek a szemnek és a kéznek, és a munkadarab elkészülése is elégedettséggel töltheti el a készítőt.
Néhány általános iskolai tanár horgolás tanításával fejlesztette diákjai kézügyességét, amit az írás igényelt. Emellett a horgolás segíti a figyelem fókuszálását, megosztását, és javítja a kapcsolatot az iskolával. Ezzel hozzájárul a társas készségek fejlődéséhez is.

## Fordítás
Ez a szócikk részben vagy egészben  a   Crochet című angol Wikipédia-szócikk fordításán alapul.  Az eredeti cikk szerkesztőit annak laptörténete sorolja fel. Ez a jelzés csupán a megfogalmazás eredetét és a szerzői jogokat jelzi, nem szolgál a cikkben szereplő információk forrásmegjelöléseként.